# دانيال كيلي (محامي)
دانيال كيلي (بالإنجليزية: Daniel Kelly)‏ هو محامي أمريكي، ولد في 1964 في الولايات المتحدة.